# Bianchi 20 HP
Der Bianchi 20 HP ist ein Pkw-Modell. Hersteller war Bianchi aus Italien.

## Beschreibung
Die einzige bekannte Erwähnung dieses Modells findet sich im Verkaufskatalog von Bianchi für das Jahr 1902. Es hatte einen Vierzylindermotor mit Wasserkühlung und 20 PS Leistung. Damit war es das bis dahin stärkste Modell dieses Herstellers.
Der Motor stammte von Ateliers Veuve A. de Mesmay aus Frankreich, allerdings konnten auf Kundenwunsch auch Motoren anderer Hersteller verwendet werden. Er war vorne längs im Fahrgestell eingebaut. Der Antrieb erfolgte über zwei Ketten, die außen am Fahrzeug ab etwa Fahrzeugmitte zu den Hinterrädern führten.
Eine Abbildung zeigte einen Tonneau.